# Karmen Bruus
Karmen Bruus (Muraste, 24 gennaio 2005) è un'altista estone.

## Biografia
Con un record personale di solo 1,80 m alla fine della stagione 2021, Karmen Bruus si è distinta già all'inizio della stagione indoor 2022, raggiungendo 1,87 m a febbraio a Tallinn durante i campionati estoni juniores, poi 1,89 m pochi giorni dopo quando ha vinto i campionati estoni senior e infine 1,91 m a marzo durante i campionati juniores dei Paesi baltici a Valmiera. All'aperto, raggiunge 1,90 m a Kääriku e vince i campionati nazionali con 1,89 m.
Ha partecipato a soli 17 anni ai campionati del mondo di Eugene 2022 e vi ha battuto due volte il suo record personale, saltando, ogni volta al secondo tentativo, asticelle di 1,93 m, poi 1,96 m, la migliore prestazione mondiale junior eguagliata e il nuovo primato estone eguagliato. Si classifica 7ª in finale della competizione dopo tre errori a 1,98 m.

## Palmarès
| Anno | Manifestazione | Sede        | Evento        | Risultato | Prestazione | Note                                     |
| ---- | -------------- | ----------- | ------------- | --------- | ----------- | ---------------------------------------- |
| 2022 | Europei U18    | Gerusalemme | Salto in alto | 7ª        | 1,75 m      |                                          |
| 2022 | Mondiali       | Eugene      | Salto in alto | 7ª        | 1,96 m      | = =                                      |
| 2022 | Mondiali U20   | Cali        | Salto in alto | Oro       | 1,95 m      |                                          |
| 2022 | Europei        | Monaco      | Salto in alto | 15ª (q)   | 1,83 m      |                                          |
| 2023 | Europei indoor | Istanbul    | Salto in alto | 12ª (q)   | 1,87 m      | Miglior prestazione personale stagionale |
| 2024 | Mondiali U20   | Lima        | Salto in alto | Bronzo    | 1,89 m      | Miglior prestazione personale stagionale |